# Susperatus tuberculatus
Susperatus tuberculatus är en dagsländeart som först beskrevs av Tomáš Soldán 1986.  Susperatus tuberculatus ingår i släktet Susperatus och familjen slamdagsländor. Inga underarter finns listade i Catalogue of Life.